# Andrea Boattini
Andrea Boattini  je italijanski astronom  * 16. september 1969, Firence, Italija
Boattini je diplomiral na Univerzi v Bologni s tezo o blizuzemeljskih telesih.

## Življenje in delo
V glavnem se je posvetil asteroidom. Sodeloval je v mnogih programih, ki so bili povezani z blizuzemeljskimi telesi, posebno še z atonskimi asteroidi. Dela na Univerzi Arizone v Lunarnem in planetarnem laboratoriju. Sodeluje tudi v programu Catalina Sky Survey v Tucsonu, ZDA.
Razen 170 asteroidov je odkril še naslednje komete:
- C/2007 W1(Boattini)
- C/2008 J1(Boattini)
- P72008 O3(Boattini)
- C/2008 S3(Boattini)
- C/2008 T1(Boattini)
- P/2009 B1(Boattini)
- 206P/Barnard-Boattini

Po njem so poimenovali asteroid 8925 Boattini.